# المقابل (الحيمة الخارجية)

تعديل مصدري - تعديل

المقابل هي إحدى قرى عزلة بني منصور بمديرية الحيمة الخارجية التابعة لمحافظة صنعاء، بلغ تعداد سكانها 431 نسمة حسب تعداد اليمن لعام 2004.